# سمیونوفکا (شهرستان چیشمینسکی، باشقیرستان)
سمیونوفکا (انگلیسی: Semyonovka, Chishminsky District, Republic of Bashkortostan) یک شهرک در شهرستان چیشمینسکی در استان باشقیرستان کشور روسیه است.